# Скелетон на зимних Олимпийских играх 2014
Соревнования по скелетону на зимних Олимпийских играх 2014 в Сочи прошли с 13 по 15 февраля в Центре санного спорта «Санки», расположенном возле Красной Поляны. Было разыграно 2 комплекта наград.

## Расписание
Расписание всех 3 соревнований согласно официальному сайту:
Время МСК (UTC+4).
| Дата       | Время | Соревнование               |
| ---------- | ----- | -------------------------- |
| 13 февраля | 11:30 | 1-й и 2-й заезды (женщины) |
| 14 февраля | 16:30 | 1-й и 2-й заезды (мужчины) |
| 14 февраля | 16:30 | 3-й и 4-й заезды (женщины) |
| 15 февраля | 18:45 | 3-й и 4-й заезды (мужчины) |

## Медальный зачёт
| Место | Страна         | Золото | Серебро | Бронза | Всего |
| ----- | -------------- | ------ | ------- | ------ | ----- |
| 1     | Россия         | 1      | 0       | 1      | 2     |
| 2     | Великобритания | 1      | 0       | 0      | 1     |
| 3     | США            | 0      | 1       | 1      | 2     |
| 4     | Латвия         | 0      | 1       | 0      | 1     |
|       | Всего          | 2      | 2       | 2      | 6     |

## Результаты
| Дисциплина | Золото                          | Серебро               | Бронза                |
| Мужчины    | Александр Третьяков Россия      | Мартинс Дукурс Латвия | Мэттью Антуан США     |
| Женщины    | Элизабет Ярнольд Великобритания | Ноэль Пайкус-Пейс США | Елена Никитина Россия |

## Место проведения соревнований
| Центр санного спорта «Санки» |
| ---------------------------- |
|                              |
| Вместимость: 5 000           |